# Ulf Schenkmanis
Ulf Rafael Schenkmanis, född 6 juli 1934 i Falkenberg, död 8 september 2004 i Karlstad, var en svensk programledare i radio och TV samt  författare.
Schenkmanis var ursprungligen folkskollärare, men började arbeta vid Sveriges Radio i Karlstad 1960 och gjorde de första åren många produktioner för barn. Från 1979 var han programledare i radioprogrammet Trädgårdsdags, där han samtalade om trädgårdsfrågor med trädgårdskonsulenten Lars-Erik Samuelsson. Han var även programledare under den första säsongen av Hajk, en roll som Bengt Alsterlind senare tog över.
Ett av de sista projekten som han slutförde var programledarskapet för hälsoprogrammet Livslust i Sveriges Television.
Schenkmanis var även fackboksförfattare och gav ut ett hundratal böcker. Bland annat skrev han tillsammans med Elisabeth Thorsell boken Släktforskning – Vägen till din egen historia. Hans böcker handlade företrädesvis om trädgård, medicin eller var reseguider.
Schenkmanis arbetade in i det sista med en guide om de nya EU-länderna Estland och Lettland. Han hade rötter i, och var honorärkonsul för, Lettland. Schenkmanis är begravd på Ruds kyrkogård i Karlstad.